# ムオンライ
ムオンライ（ベトナム語：Thị xã Mường Lay / 市社芒萊）はベトナムのディエンビエン省にある町である。人口は2018年時点で20,450人、面積は114.03km2である。

## 行政区画
以下の2坊1社から構成される。
- ナーライ坊（Na Lay / 那萊）
- ソンダ坊（Sông Đà / 瀧沱）
- ライヌア社（Lay Nưa / 萊𦰡）